# Липовац (Горњи Милановац)
Липовац је насеље у Србији у општини Горњи Милановац у Моравичком округу. Према попису из 2022. било је 219 становника. Удаљено је 17 км од Горњег Милановца и налази се поред пута за Крагујевац, у Горњој Гружи. Надморска висина је од 320 до 500 м, а површина је 873 ха.
Липовац је некада припадао општини Враћевшници где је имао и школу која је припадала парохији манастира Враћевшница. Сеоска слава је Мали Спасовдан.
Овде се налазе Стари споменици на сеоском гробљу у Липовцу.

## Историја
Липовац је старо насеље које је своје име добило по шумама липа на свом подручју. Све до Првог српског устанка налазило се на десној обали реке Груже, док се касније преселило на њену леву обалу. На десној обали реке налазе се остаци старог насеља, старе цркве и гробља и остаци пута Рудник - Карановац (Краљево).
Становништво села се пред најездом Турака делимично иселило. У 18. веку у Липовац су се доселили нови становници са Пештарске висоравни, из Старог Влаха и Шумадије. Липовац се први пут појављује у турском попису 1476. године под именом Доњи Липовац и тада је имао 6 домова.
У ратовима у периоду од 1912. до 1918. године село је дало 97 ратника. Погинуло их је 49 а 48 је преживело.

## Демографија
У пописима село је 1910. године имало 654 становника, 1921. године 420, а 2002. године тај број је спао на 303.
У насељу Липовац живи 259 пунолетних становника, а просечна старост становништва износи 46,3 година (43,6 код мушкараца и 49,0 код жена). У насељу има 97 домаћинстава, а просечан број чланова по домаћинству је 3,13.
Ово насеље је великим делом насељено Србима (према попису из 2002. године), а у последња три пописа, примећен је пад у броју становника.
|  |

| Демографија | Демографија | Демографија |
| Година      | Становника  | Становника  |
| ----------- | ----------- | ----------- |
| 1948.       | 606         |             |
| 1953.       | 556         |             |
| 1961.       | 512         |             |
| 1971.       | 464         |             |
| 1981.       | 399         |             |
| 1991.       | 371         | 371         |
| 2002.       | 304         | 304         |
| 2011.       | 259         |             |

| Етнички састав према попису из 2002.‍ | Етнички састав према попису из 2002.‍ | Етнички састав према попису из 2002.‍ | Етнички састав према попису из 2002.‍ | Етнички састав према попису из 2002.‍ |
| ------------------------------------ | ------------------------------------ | ------------------------------------ | ------------------------------------ | ------------------------------------ |
|                                      |                                      |                                      |                                      |                                      |
| Срби                                 | Срби                                 |                                      | 302                                  | 99,34%                               |
| непознато                            | непознато                            |                                      | 2                                    | 0,65%                                |

| Година пописа     | 1948. | 1953. | 1961. | 1971. | 1981. | 1991. | 2002. |
| ----------------- | ----- | ----- | ----- | ----- | ----- | ----- | ----- |
| Број домаћинстава | 118   | 120   | 124   | 113   | 109   | 108   | 97    |

| Број чланова      | 1  | 2  | 3  | 4  | 5  | 6 | 7 | 8 | 9 | 10 и више | Просек |
| ----------------- | -- | -- | -- | -- | -- | - | - | - | - | --------- | ------ |
| Број домаћинстава | 19 | 29 | 13 | 10 | 15 | 5 | 5 | 1 | 0 | 0         | 3,13   |

| Пол    | Укупно | Неожењен/Неудата | Ожењен/Удата | Удовац/Удовица | Разведен/Разведена | Непознато |
| ------ | ------ | ---------------- | ------------ | -------------- | ------------------ | --------- |
| Мушки  | 129    | 35               | 89           | 5              | 0                  | 0         |
| Женски | 142    | 24               | 88           | 28             | 2                  | 0         |
| УКУПНО | 271    | 59               | 177          | 33             | 2                  | 0         |

| Пол    | Укупно                    | Пољопривреда, лов и шумарство | Рибарство                            | Вађење руде и камена | Прерађивачка индустрија       |
| ------ | ------------------------- | ----------------------------- | ------------------------------------ | -------------------- | ----------------------------- |
| Мушки  | 66                        | 33                            | 0                                    | 0                    | 16                            |
| Женски | 36                        | 18                            | 0                                    | 0                    | 12                            |
| УКУПНО | 102                       | 51                            | 0                                    | 0                    | 28                            |
| Пол    | Производња и снабдевање   | Грађевинарство                | Трговина                             | Хотели и ресторани   | Саобраћај, складиштење и везе |
| Мушки  | 2                         | 4                             | 4                                    | 1                    | 0                             |
| Женски | 0                         | 0                             | 2                                    | 0                    | 0                             |
| УКУПНО | 2                         | 4                             | 6                                    | 1                    | 0                             |
| Пол    | Финансијско посредовање   | Некретнине                    | Државна управа и одбрана             | Образовање           | Здравствени и социјални рад   |
| Мушки  | 0                         | 1                             | 2                                    | 0                    | 0                             |
| Женски | 0                         | 1                             | 0                                    | 1                    | 1                             |
| УКУПНО | 0                         | 2                             | 2                                    | 1                    | 1                             |
| Пол    | Остале услужне активности | Приватна домаћинства          | Екстериторијалне организације и тела | Непознато            | Непознато                     |
| Мушки  | 1                         | 0                             | 0                                    | 2                    | 2                             |
| Женски | 1                         | 0                             | 0                                    | 0                    | 0                             |
| УКУПНО | 2                         | 0                             | 0                                    | 2                    | 2                             |